# The Fall of Fujimori
The Fall of Fujimori (La caída de Fujimori) es una película documental dirigida y producida por Ellen Perry sobre el presidente peruano Alberto Fujimori.

## Sinopsis
Tras gobernar el Perú durante más de diez años, Fujimori huyó del país para refugiarse en Japón en 2000 y evitar afrontar 21 cargos de corrupción, asesinato y abusos de derechos humanos. Cinco años más tarde, Fujimori voló a Chile y declaró su intención de volver a presentarse a las elecciones presidenciales de 2006. Pero fue arrestado.

## Estreno
El documental fue transmitido en la cadena estadounidense PBS en 2006 como parte de su serie Point of View. Fue recibido con gran aclamación de la crítica, y recibió una calificación de "Fresco" del 92% en Rotten Tomatoes. En Perú, la película fue estrenada en el 9.º Festival Latinoamericano de Cine de Lima (2005), y fue exhibida en cines comerciales.

## Premios y nominaciones
| Año  | Lugar                                     | País           | Categoría                           | Resultado |
| ---- | ----------------------------------------- | -------------- | ----------------------------------- | --------- |
| 2005 | Boston Independent Film Festival          | Estados Unidos | Premio del Gran Jurado - Documental | Ganador   |
| 2005 | Festival de cine de Milán                 | Italia         | Mención especial                    | Ganador   |
| 2005 | Festival de cine de Sundance              | Estados Unidos | Premio del Gran Jurado - Documental | Nominado  |
| 2006 | Sindicato de guionistas de Estados Unidos | Estados Unidos | Mejor Guion de Documental           | Nominado  |
| 2007 | Premios Emmy                              | Estados Unidos | Mejor documental                    | Nominado  |